# Зімбру (Арад)
Зімбру (рум. Zimbru) — село у повіті Арад в Румунії. Входить до складу комуни Гурахонц.
Село розташоване на відстані 358 км на північний захід від Бухареста, 84 км на схід від Арада, 104 км на південний захід від Клуж-Напоки, 110 км на північний схід від Тімішоари.

## Населення
За даними перепису населення 2002 року у селі проживали 399 осіб, з них 398 осіб (99,7%) румунів. Рідною мовою 398 осіб (99,7%) назвали румунську.